# Компенсація (шахи)
Компенсація (compensation — відшкодування, зрівноважування) — наявність певних вигод замість поступок в матеріалі або позиції.

 Chess Informant  подав два різних гліфи для одного і того ж поняття: {\displaystyle {\stackrel {=}{\infty }}} позначає позицію, коли білі мають компенсацію за матеріальну перевагу чорних, а {\displaystyle {\stackrel {\infty }{=}}} позначає позицію, коли чорні мають компенсацію за матеріальну перевагу білих.

## Типи компенсації
- Матеріальна — рівноцінна заміна матеріалу. Наприклад, при виграші тури за легку фігуру і два пішаки.
- Позиційна — одержання замість матеріальної втрати — атаки, ініціативи, кращої позиції.

За достатністю:
- Достатня — пожертвуваний матеріал і отримання вигоди позиції рівноцінні.
- Недостатня — вигоди від пожертвуваного матеріалу недостатньо відшкодовані.
- Надмірна — пожертвуваний матеріал забезпечує перевагу.

## Ласкеровська компенсація
|   | a | b | c | d | e | f | g | h |   |
| 8 | c8 чорна тура · f8 чорна тура · g8 чорний король · a7 чорний пішак · b7 чорний пішак · d7 чорний слон · e7 чорний слон · f7 чорний пішак · g7 чорний пішак · h7 чорний пішак · c6 чорний кінь · d6 чорний пішак · e6 чорний пішак · f6 чорний кінь · a5 чорний ферзь · d4 білий кінь · e4 білий пішак · b3 білий пішак · g3 білий пішак · a2 білий пішак · b2 білий слон · c2 білий пішак · d2 білий ферзь · e2 білий кінь · f2 білий пішак · g2 білий слон · h2 білий пішак · d1 біла тура · f1 біла тура · g1 білий король | c8 чорна тура · f8 чорна тура · g8 чорний король · a7 чорний пішак · b7 чорний пішак · d7 чорний слон · e7 чорний слон · f7 чорний пішак · g7 чорний пішак · h7 чорний пішак · c6 чорний кінь · d6 чорний пішак · e6 чорний пішак · f6 чорний кінь · a5 чорний ферзь · d4 білий кінь · e4 білий пішак · b3 білий пішак · g3 білий пішак · a2 білий пішак · b2 білий слон · c2 білий пішак · d2 білий ферзь · e2 білий кінь · f2 білий пішак · g2 білий слон · h2 білий пішак · d1 біла тура · f1 біла тура · g1 білий король | c8 чорна тура · f8 чорна тура · g8 чорний король · a7 чорний пішак · b7 чорний пішак · d7 чорний слон · e7 чорний слон · f7 чорний пішак · g7 чорний пішак · h7 чорний пішак · c6 чорний кінь · d6 чорний пішак · e6 чорний пішак · f6 чорний кінь · a5 чорний ферзь · d4 білий кінь · e4 білий пішак · b3 білий пішак · g3 білий пішак · a2 білий пішак · b2 білий слон · c2 білий пішак · d2 білий ферзь · e2 білий кінь · f2 білий пішак · g2 білий слон · h2 білий пішак · d1 біла тура · f1 біла тура · g1 білий король | c8 чорна тура · f8 чорна тура · g8 чорний король · a7 чорний пішак · b7 чорний пішак · d7 чорний слон · e7 чорний слон · f7 чорний пішак · g7 чорний пішак · h7 чорний пішак · c6 чорний кінь · d6 чорний пішак · e6 чорний пішак · f6 чорний кінь · a5 чорний ферзь · d4 білий кінь · e4 білий пішак · b3 білий пішак · g3 білий пішак · a2 білий пішак · b2 білий слон · c2 білий пішак · d2 білий ферзь · e2 білий кінь · f2 білий пішак · g2 білий слон · h2 білий пішак · d1 біла тура · f1 біла тура · g1 білий король | c8 чорна тура · f8 чорна тура · g8 чорний король · a7 чорний пішак · b7 чорний пішак · d7 чорний слон · e7 чорний слон · f7 чорний пішак · g7 чорний пішак · h7 чорний пішак · c6 чорний кінь · d6 чорний пішак · e6 чорний пішак · f6 чорний кінь · a5 чорний ферзь · d4 білий кінь · e4 білий пішак · b3 білий пішак · g3 білий пішак · a2 білий пішак · b2 білий слон · c2 білий пішак · d2 білий ферзь · e2 білий кінь · f2 білий пішак · g2 білий слон · h2 білий пішак · d1 біла тура · f1 біла тура · g1 білий король | c8 чорна тура · f8 чорна тура · g8 чорний король · a7 чорний пішак · b7 чорний пішак · d7 чорний слон · e7 чорний слон · f7 чорний пішак · g7 чорний пішак · h7 чорний пішак · c6 чорний кінь · d6 чорний пішак · e6 чорний пішак · f6 чорний кінь · a5 чорний ферзь · d4 білий кінь · e4 білий пішак · b3 білий пішак · g3 білий пішак · a2 білий пішак · b2 білий слон · c2 білий пішак · d2 білий ферзь · e2 білий кінь · f2 білий пішак · g2 білий слон · h2 білий пішак · d1 біла тура · f1 біла тура · g1 білий король | c8 чорна тура · f8 чорна тура · g8 чорний король · a7 чорний пішак · b7 чорний пішак · d7 чорний слон · e7 чорний слон · f7 чорний пішак · g7 чорний пішак · h7 чорний пішак · c6 чорний кінь · d6 чорний пішак · e6 чорний пішак · f6 чорний кінь · a5 чорний ферзь · d4 білий кінь · e4 білий пішак · b3 білий пішак · g3 білий пішак · a2 білий пішак · b2 білий слон · c2 білий пішак · d2 білий ферзь · e2 білий кінь · f2 білий пішак · g2 білий слон · h2 білий пішак · d1 біла тура · f1 біла тура · g1 білий король | c8 чорна тура · f8 чорна тура · g8 чорний король · a7 чорний пішак · b7 чорний пішак · d7 чорний слон · e7 чорний слон · f7 чорний пішак · g7 чорний пішак · h7 чорний пішак · c6 чорний кінь · d6 чорний пішак · e6 чорний пішак · f6 чорний кінь · a5 чорний ферзь · d4 білий кінь · e4 білий пішак · b3 білий пішак · g3 білий пішак · a2 білий пішак · b2 білий слон · c2 білий пішак · d2 білий ферзь · e2 білий кінь · f2 білий пішак · g2 білий слон · h2 білий пішак · d1 біла тура · f1 біла тура · g1 білий король | 8 |
| 7 | c8 чорна тура · f8 чорна тура · g8 чорний король · a7 чорний пішак · b7 чорний пішак · d7 чорний слон · e7 чорний слон · f7 чорний пішак · g7 чорний пішак · h7 чорний пішак · c6 чорний кінь · d6 чорний пішак · e6 чорний пішак · f6 чорний кінь · a5 чорний ферзь · d4 білий кінь · e4 білий пішак · b3 білий пішак · g3 білий пішак · a2 білий пішак · b2 білий слон · c2 білий пішак · d2 білий ферзь · e2 білий кінь · f2 білий пішак · g2 білий слон · h2 білий пішак · d1 біла тура · f1 біла тура · g1 білий король | c8 чорна тура · f8 чорна тура · g8 чорний король · a7 чорний пішак · b7 чорний пішак · d7 чорний слон · e7 чорний слон · f7 чорний пішак · g7 чорний пішак · h7 чорний пішак · c6 чорний кінь · d6 чорний пішак · e6 чорний пішак · f6 чорний кінь · a5 чорний ферзь · d4 білий кінь · e4 білий пішак · b3 білий пішак · g3 білий пішак · a2 білий пішак · b2 білий слон · c2 білий пішак · d2 білий ферзь · e2 білий кінь · f2 білий пішак · g2 білий слон · h2 білий пішак · d1 біла тура · f1 біла тура · g1 білий король | c8 чорна тура · f8 чорна тура · g8 чорний король · a7 чорний пішак · b7 чорний пішак · d7 чорний слон · e7 чорний слон · f7 чорний пішак · g7 чорний пішак · h7 чорний пішак · c6 чорний кінь · d6 чорний пішак · e6 чорний пішак · f6 чорний кінь · a5 чорний ферзь · d4 білий кінь · e4 білий пішак · b3 білий пішак · g3 білий пішак · a2 білий пішак · b2 білий слон · c2 білий пішак · d2 білий ферзь · e2 білий кінь · f2 білий пішак · g2 білий слон · h2 білий пішак · d1 біла тура · f1 біла тура · g1 білий король | c8 чорна тура · f8 чорна тура · g8 чорний король · a7 чорний пішак · b7 чорний пішак · d7 чорний слон · e7 чорний слон · f7 чорний пішак · g7 чорний пішак · h7 чорний пішак · c6 чорний кінь · d6 чорний пішак · e6 чорний пішак · f6 чорний кінь · a5 чорний ферзь · d4 білий кінь · e4 білий пішак · b3 білий пішак · g3 білий пішак · a2 білий пішак · b2 білий слон · c2 білий пішак · d2 білий ферзь · e2 білий кінь · f2 білий пішак · g2 білий слон · h2 білий пішак · d1 біла тура · f1 біла тура · g1 білий король | c8 чорна тура · f8 чорна тура · g8 чорний король · a7 чорний пішак · b7 чорний пішак · d7 чорний слон · e7 чорний слон · f7 чорний пішак · g7 чорний пішак · h7 чорний пішак · c6 чорний кінь · d6 чорний пішак · e6 чорний пішак · f6 чорний кінь · a5 чорний ферзь · d4 білий кінь · e4 білий пішак · b3 білий пішак · g3 білий пішак · a2 білий пішак · b2 білий слон · c2 білий пішак · d2 білий ферзь · e2 білий кінь · f2 білий пішак · g2 білий слон · h2 білий пішак · d1 біла тура · f1 біла тура · g1 білий король | c8 чорна тура · f8 чорна тура · g8 чорний король · a7 чорний пішак · b7 чорний пішак · d7 чорний слон · e7 чорний слон · f7 чорний пішак · g7 чорний пішак · h7 чорний пішак · c6 чорний кінь · d6 чорний пішак · e6 чорний пішак · f6 чорний кінь · a5 чорний ферзь · d4 білий кінь · e4 білий пішак · b3 білий пішак · g3 білий пішак · a2 білий пішак · b2 білий слон · c2 білий пішак · d2 білий ферзь · e2 білий кінь · f2 білий пішак · g2 білий слон · h2 білий пішак · d1 біла тура · f1 біла тура · g1 білий король | c8 чорна тура · f8 чорна тура · g8 чорний король · a7 чорний пішак · b7 чорний пішак · d7 чорний слон · e7 чорний слон · f7 чорний пішак · g7 чорний пішак · h7 чорний пішак · c6 чорний кінь · d6 чорний пішак · e6 чорний пішак · f6 чорний кінь · a5 чорний ферзь · d4 білий кінь · e4 білий пішак · b3 білий пішак · g3 білий пішак · a2 білий пішак · b2 білий слон · c2 білий пішак · d2 білий ферзь · e2 білий кінь · f2 білий пішак · g2 білий слон · h2 білий пішак · d1 біла тура · f1 біла тура · g1 білий король | c8 чорна тура · f8 чорна тура · g8 чорний король · a7 чорний пішак · b7 чорний пішак · d7 чорний слон · e7 чорний слон · f7 чорний пішак · g7 чорний пішак · h7 чорний пішак · c6 чорний кінь · d6 чорний пішак · e6 чорний пішак · f6 чорний кінь · a5 чорний ферзь · d4 білий кінь · e4 білий пішак · b3 білий пішак · g3 білий пішак · a2 білий пішак · b2 білий слон · c2 білий пішак · d2 білий ферзь · e2 білий кінь · f2 білий пішак · g2 білий слон · h2 білий пішак · d1 біла тура · f1 біла тура · g1 білий король | 7 |
| 6 | c8 чорна тура · f8 чорна тура · g8 чорний король · a7 чорний пішак · b7 чорний пішак · d7 чорний слон · e7 чорний слон · f7 чорний пішак · g7 чорний пішак · h7 чорний пішак · c6 чорний кінь · d6 чорний пішак · e6 чорний пішак · f6 чорний кінь · a5 чорний ферзь · d4 білий кінь · e4 білий пішак · b3 білий пішак · g3 білий пішак · a2 білий пішак · b2 білий слон · c2 білий пішак · d2 білий ферзь · e2 білий кінь · f2 білий пішак · g2 білий слон · h2 білий пішак · d1 біла тура · f1 біла тура · g1 білий король | c8 чорна тура · f8 чорна тура · g8 чорний король · a7 чорний пішак · b7 чорний пішак · d7 чорний слон · e7 чорний слон · f7 чорний пішак · g7 чорний пішак · h7 чорний пішак · c6 чорний кінь · d6 чорний пішак · e6 чорний пішак · f6 чорний кінь · a5 чорний ферзь · d4 білий кінь · e4 білий пішак · b3 білий пішак · g3 білий пішак · a2 білий пішак · b2 білий слон · c2 білий пішак · d2 білий ферзь · e2 білий кінь · f2 білий пішак · g2 білий слон · h2 білий пішак · d1 біла тура · f1 біла тура · g1 білий король | c8 чорна тура · f8 чорна тура · g8 чорний король · a7 чорний пішак · b7 чорний пішак · d7 чорний слон · e7 чорний слон · f7 чорний пішак · g7 чорний пішак · h7 чорний пішак · c6 чорний кінь · d6 чорний пішак · e6 чорний пішак · f6 чорний кінь · a5 чорний ферзь · d4 білий кінь · e4 білий пішак · b3 білий пішак · g3 білий пішак · a2 білий пішак · b2 білий слон · c2 білий пішак · d2 білий ферзь · e2 білий кінь · f2 білий пішак · g2 білий слон · h2 білий пішак · d1 біла тура · f1 біла тура · g1 білий король | c8 чорна тура · f8 чорна тура · g8 чорний король · a7 чорний пішак · b7 чорний пішак · d7 чорний слон · e7 чорний слон · f7 чорний пішак · g7 чорний пішак · h7 чорний пішак · c6 чорний кінь · d6 чорний пішак · e6 чорний пішак · f6 чорний кінь · a5 чорний ферзь · d4 білий кінь · e4 білий пішак · b3 білий пішак · g3 білий пішак · a2 білий пішак · b2 білий слон · c2 білий пішак · d2 білий ферзь · e2 білий кінь · f2 білий пішак · g2 білий слон · h2 білий пішак · d1 біла тура · f1 біла тура · g1 білий король | c8 чорна тура · f8 чорна тура · g8 чорний король · a7 чорний пішак · b7 чорний пішак · d7 чорний слон · e7 чорний слон · f7 чорний пішак · g7 чорний пішак · h7 чорний пішак · c6 чорний кінь · d6 чорний пішак · e6 чорний пішак · f6 чорний кінь · a5 чорний ферзь · d4 білий кінь · e4 білий пішак · b3 білий пішак · g3 білий пішак · a2 білий пішак · b2 білий слон · c2 білий пішак · d2 білий ферзь · e2 білий кінь · f2 білий пішак · g2 білий слон · h2 білий пішак · d1 біла тура · f1 біла тура · g1 білий король | c8 чорна тура · f8 чорна тура · g8 чорний король · a7 чорний пішак · b7 чорний пішак · d7 чорний слон · e7 чорний слон · f7 чорний пішак · g7 чорний пішак · h7 чорний пішак · c6 чорний кінь · d6 чорний пішак · e6 чорний пішак · f6 чорний кінь · a5 чорний ферзь · d4 білий кінь · e4 білий пішак · b3 білий пішак · g3 білий пішак · a2 білий пішак · b2 білий слон · c2 білий пішак · d2 білий ферзь · e2 білий кінь · f2 білий пішак · g2 білий слон · h2 білий пішак · d1 біла тура · f1 біла тура · g1 білий король | c8 чорна тура · f8 чорна тура · g8 чорний король · a7 чорний пішак · b7 чорний пішак · d7 чорний слон · e7 чорний слон · f7 чорний пішак · g7 чорний пішак · h7 чорний пішак · c6 чорний кінь · d6 чорний пішак · e6 чорний пішак · f6 чорний кінь · a5 чорний ферзь · d4 білий кінь · e4 білий пішак · b3 білий пішак · g3 білий пішак · a2 білий пішак · b2 білий слон · c2 білий пішак · d2 білий ферзь · e2 білий кінь · f2 білий пішак · g2 білий слон · h2 білий пішак · d1 біла тура · f1 біла тура · g1 білий король | c8 чорна тура · f8 чорна тура · g8 чорний король · a7 чорний пішак · b7 чорний пішак · d7 чорний слон · e7 чорний слон · f7 чорний пішак · g7 чорний пішак · h7 чорний пішак · c6 чорний кінь · d6 чорний пішак · e6 чорний пішак · f6 чорний кінь · a5 чорний ферзь · d4 білий кінь · e4 білий пішак · b3 білий пішак · g3 білий пішак · a2 білий пішак · b2 білий слон · c2 білий пішак · d2 білий ферзь · e2 білий кінь · f2 білий пішак · g2 білий слон · h2 білий пішак · d1 біла тура · f1 біла тура · g1 білий король | 6 |
| 5 | c8 чорна тура · f8 чорна тура · g8 чорний король · a7 чорний пішак · b7 чорний пішак · d7 чорний слон · e7 чорний слон · f7 чорний пішак · g7 чорний пішак · h7 чорний пішак · c6 чорний кінь · d6 чорний пішак · e6 чорний пішак · f6 чорний кінь · a5 чорний ферзь · d4 білий кінь · e4 білий пішак · b3 білий пішак · g3 білий пішак · a2 білий пішак · b2 білий слон · c2 білий пішак · d2 білий ферзь · e2 білий кінь · f2 білий пішак · g2 білий слон · h2 білий пішак · d1 біла тура · f1 біла тура · g1 білий король | c8 чорна тура · f8 чорна тура · g8 чорний король · a7 чорний пішак · b7 чорний пішак · d7 чорний слон · e7 чорний слон · f7 чорний пішак · g7 чорний пішак · h7 чорний пішак · c6 чорний кінь · d6 чорний пішак · e6 чорний пішак · f6 чорний кінь · a5 чорний ферзь · d4 білий кінь · e4 білий пішак · b3 білий пішак · g3 білий пішак · a2 білий пішак · b2 білий слон · c2 білий пішак · d2 білий ферзь · e2 білий кінь · f2 білий пішак · g2 білий слон · h2 білий пішак · d1 біла тура · f1 біла тура · g1 білий король | c8 чорна тура · f8 чорна тура · g8 чорний король · a7 чорний пішак · b7 чорний пішак · d7 чорний слон · e7 чорний слон · f7 чорний пішак · g7 чорний пішак · h7 чорний пішак · c6 чорний кінь · d6 чорний пішак · e6 чорний пішак · f6 чорний кінь · a5 чорний ферзь · d4 білий кінь · e4 білий пішак · b3 білий пішак · g3 білий пішак · a2 білий пішак · b2 білий слон · c2 білий пішак · d2 білий ферзь · e2 білий кінь · f2 білий пішак · g2 білий слон · h2 білий пішак · d1 біла тура · f1 біла тура · g1 білий король | c8 чорна тура · f8 чорна тура · g8 чорний король · a7 чорний пішак · b7 чорний пішак · d7 чорний слон · e7 чорний слон · f7 чорний пішак · g7 чорний пішак · h7 чорний пішак · c6 чорний кінь · d6 чорний пішак · e6 чорний пішак · f6 чорний кінь · a5 чорний ферзь · d4 білий кінь · e4 білий пішак · b3 білий пішак · g3 білий пішак · a2 білий пішак · b2 білий слон · c2 білий пішак · d2 білий ферзь · e2 білий кінь · f2 білий пішак · g2 білий слон · h2 білий пішак · d1 біла тура · f1 біла тура · g1 білий король | c8 чорна тура · f8 чорна тура · g8 чорний король · a7 чорний пішак · b7 чорний пішак · d7 чорний слон · e7 чорний слон · f7 чорний пішак · g7 чорний пішак · h7 чорний пішак · c6 чорний кінь · d6 чорний пішак · e6 чорний пішак · f6 чорний кінь · a5 чорний ферзь · d4 білий кінь · e4 білий пішак · b3 білий пішак · g3 білий пішак · a2 білий пішак · b2 білий слон · c2 білий пішак · d2 білий ферзь · e2 білий кінь · f2 білий пішак · g2 білий слон · h2 білий пішак · d1 біла тура · f1 біла тура · g1 білий король | c8 чорна тура · f8 чорна тура · g8 чорний король · a7 чорний пішак · b7 чорний пішак · d7 чорний слон · e7 чорний слон · f7 чорний пішак · g7 чорний пішак · h7 чорний пішак · c6 чорний кінь · d6 чорний пішак · e6 чорний пішак · f6 чорний кінь · a5 чорний ферзь · d4 білий кінь · e4 білий пішак · b3 білий пішак · g3 білий пішак · a2 білий пішак · b2 білий слон · c2 білий пішак · d2 білий ферзь · e2 білий кінь · f2 білий пішак · g2 білий слон · h2 білий пішак · d1 біла тура · f1 біла тура · g1 білий король | c8 чорна тура · f8 чорна тура · g8 чорний король · a7 чорний пішак · b7 чорний пішак · d7 чорний слон · e7 чорний слон · f7 чорний пішак · g7 чорний пішак · h7 чорний пішак · c6 чорний кінь · d6 чорний пішак · e6 чорний пішак · f6 чорний кінь · a5 чорний ферзь · d4 білий кінь · e4 білий пішак · b3 білий пішак · g3 білий пішак · a2 білий пішак · b2 білий слон · c2 білий пішак · d2 білий ферзь · e2 білий кінь · f2 білий пішак · g2 білий слон · h2 білий пішак · d1 біла тура · f1 біла тура · g1 білий король | c8 чорна тура · f8 чорна тура · g8 чорний король · a7 чорний пішак · b7 чорний пішак · d7 чорний слон · e7 чорний слон · f7 чорний пішак · g7 чорний пішак · h7 чорний пішак · c6 чорний кінь · d6 чорний пішак · e6 чорний пішак · f6 чорний кінь · a5 чорний ферзь · d4 білий кінь · e4 білий пішак · b3 білий пішак · g3 білий пішак · a2 білий пішак · b2 білий слон · c2 білий пішак · d2 білий ферзь · e2 білий кінь · f2 білий пішак · g2 білий слон · h2 білий пішак · d1 біла тура · f1 біла тура · g1 білий король | 5 |
| 4 | c8 чорна тура · f8 чорна тура · g8 чорний король · a7 чорний пішак · b7 чорний пішак · d7 чорний слон · e7 чорний слон · f7 чорний пішак · g7 чорний пішак · h7 чорний пішак · c6 чорний кінь · d6 чорний пішак · e6 чорний пішак · f6 чорний кінь · a5 чорний ферзь · d4 білий кінь · e4 білий пішак · b3 білий пішак · g3 білий пішак · a2 білий пішак · b2 білий слон · c2 білий пішак · d2 білий ферзь · e2 білий кінь · f2 білий пішак · g2 білий слон · h2 білий пішак · d1 біла тура · f1 біла тура · g1 білий король | c8 чорна тура · f8 чорна тура · g8 чорний король · a7 чорний пішак · b7 чорний пішак · d7 чорний слон · e7 чорний слон · f7 чорний пішак · g7 чорний пішак · h7 чорний пішак · c6 чорний кінь · d6 чорний пішак · e6 чорний пішак · f6 чорний кінь · a5 чорний ферзь · d4 білий кінь · e4 білий пішак · b3 білий пішак · g3 білий пішак · a2 білий пішак · b2 білий слон · c2 білий пішак · d2 білий ферзь · e2 білий кінь · f2 білий пішак · g2 білий слон · h2 білий пішак · d1 біла тура · f1 біла тура · g1 білий король | c8 чорна тура · f8 чорна тура · g8 чорний король · a7 чорний пішак · b7 чорний пішак · d7 чорний слон · e7 чорний слон · f7 чорний пішак · g7 чорний пішак · h7 чорний пішак · c6 чорний кінь · d6 чорний пішак · e6 чорний пішак · f6 чорний кінь · a5 чорний ферзь · d4 білий кінь · e4 білий пішак · b3 білий пішак · g3 білий пішак · a2 білий пішак · b2 білий слон · c2 білий пішак · d2 білий ферзь · e2 білий кінь · f2 білий пішак · g2 білий слон · h2 білий пішак · d1 біла тура · f1 біла тура · g1 білий король | c8 чорна тура · f8 чорна тура · g8 чорний король · a7 чорний пішак · b7 чорний пішак · d7 чорний слон · e7 чорний слон · f7 чорний пішак · g7 чорний пішак · h7 чорний пішак · c6 чорний кінь · d6 чорний пішак · e6 чорний пішак · f6 чорний кінь · a5 чорний ферзь · d4 білий кінь · e4 білий пішак · b3 білий пішак · g3 білий пішак · a2 білий пішак · b2 білий слон · c2 білий пішак · d2 білий ферзь · e2 білий кінь · f2 білий пішак · g2 білий слон · h2 білий пішак · d1 біла тура · f1 біла тура · g1 білий король | c8 чорна тура · f8 чорна тура · g8 чорний король · a7 чорний пішак · b7 чорний пішак · d7 чорний слон · e7 чорний слон · f7 чорний пішак · g7 чорний пішак · h7 чорний пішак · c6 чорний кінь · d6 чорний пішак · e6 чорний пішак · f6 чорний кінь · a5 чорний ферзь · d4 білий кінь · e4 білий пішак · b3 білий пішак · g3 білий пішак · a2 білий пішак · b2 білий слон · c2 білий пішак · d2 білий ферзь · e2 білий кінь · f2 білий пішак · g2 білий слон · h2 білий пішак · d1 біла тура · f1 біла тура · g1 білий король | c8 чорна тура · f8 чорна тура · g8 чорний король · a7 чорний пішак · b7 чорний пішак · d7 чорний слон · e7 чорний слон · f7 чорний пішак · g7 чорний пішак · h7 чорний пішак · c6 чорний кінь · d6 чорний пішак · e6 чорний пішак · f6 чорний кінь · a5 чорний ферзь · d4 білий кінь · e4 білий пішак · b3 білий пішак · g3 білий пішак · a2 білий пішак · b2 білий слон · c2 білий пішак · d2 білий ферзь · e2 білий кінь · f2 білий пішак · g2 білий слон · h2 білий пішак · d1 біла тура · f1 біла тура · g1 білий король | c8 чорна тура · f8 чорна тура · g8 чорний король · a7 чорний пішак · b7 чорний пішак · d7 чорний слон · e7 чорний слон · f7 чорний пішак · g7 чорний пішак · h7 чорний пішак · c6 чорний кінь · d6 чорний пішак · e6 чорний пішак · f6 чорний кінь · a5 чорний ферзь · d4 білий кінь · e4 білий пішак · b3 білий пішак · g3 білий пішак · a2 білий пішак · b2 білий слон · c2 білий пішак · d2 білий ферзь · e2 білий кінь · f2 білий пішак · g2 білий слон · h2 білий пішак · d1 біла тура · f1 біла тура · g1 білий король | c8 чорна тура · f8 чорна тура · g8 чорний король · a7 чорний пішак · b7 чорний пішак · d7 чорний слон · e7 чорний слон · f7 чорний пішак · g7 чорний пішак · h7 чорний пішак · c6 чорний кінь · d6 чорний пішак · e6 чорний пішак · f6 чорний кінь · a5 чорний ферзь · d4 білий кінь · e4 білий пішак · b3 білий пішак · g3 білий пішак · a2 білий пішак · b2 білий слон · c2 білий пішак · d2 білий ферзь · e2 білий кінь · f2 білий пішак · g2 білий слон · h2 білий пішак · d1 біла тура · f1 біла тура · g1 білий король | 4 |
| 3 | c8 чорна тура · f8 чорна тура · g8 чорний король · a7 чорний пішак · b7 чорний пішак · d7 чорний слон · e7 чорний слон · f7 чорний пішак · g7 чорний пішак · h7 чорний пішак · c6 чорний кінь · d6 чорний пішак · e6 чорний пішак · f6 чорний кінь · a5 чорний ферзь · d4 білий кінь · e4 білий пішак · b3 білий пішак · g3 білий пішак · a2 білий пішак · b2 білий слон · c2 білий пішак · d2 білий ферзь · e2 білий кінь · f2 білий пішак · g2 білий слон · h2 білий пішак · d1 біла тура · f1 біла тура · g1 білий король | c8 чорна тура · f8 чорна тура · g8 чорний король · a7 чорний пішак · b7 чорний пішак · d7 чорний слон · e7 чорний слон · f7 чорний пішак · g7 чорний пішак · h7 чорний пішак · c6 чорний кінь · d6 чорний пішак · e6 чорний пішак · f6 чорний кінь · a5 чорний ферзь · d4 білий кінь · e4 білий пішак · b3 білий пішак · g3 білий пішак · a2 білий пішак · b2 білий слон · c2 білий пішак · d2 білий ферзь · e2 білий кінь · f2 білий пішак · g2 білий слон · h2 білий пішак · d1 біла тура · f1 біла тура · g1 білий король | c8 чорна тура · f8 чорна тура · g8 чорний король · a7 чорний пішак · b7 чорний пішак · d7 чорний слон · e7 чорний слон · f7 чорний пішак · g7 чорний пішак · h7 чорний пішак · c6 чорний кінь · d6 чорний пішак · e6 чорний пішак · f6 чорний кінь · a5 чорний ферзь · d4 білий кінь · e4 білий пішак · b3 білий пішак · g3 білий пішак · a2 білий пішак · b2 білий слон · c2 білий пішак · d2 білий ферзь · e2 білий кінь · f2 білий пішак · g2 білий слон · h2 білий пішак · d1 біла тура · f1 біла тура · g1 білий король | c8 чорна тура · f8 чорна тура · g8 чорний король · a7 чорний пішак · b7 чорний пішак · d7 чорний слон · e7 чорний слон · f7 чорний пішак · g7 чорний пішак · h7 чорний пішак · c6 чорний кінь · d6 чорний пішак · e6 чорний пішак · f6 чорний кінь · a5 чорний ферзь · d4 білий кінь · e4 білий пішак · b3 білий пішак · g3 білий пішак · a2 білий пішак · b2 білий слон · c2 білий пішак · d2 білий ферзь · e2 білий кінь · f2 білий пішак · g2 білий слон · h2 білий пішак · d1 біла тура · f1 біла тура · g1 білий король | c8 чорна тура · f8 чорна тура · g8 чорний король · a7 чорний пішак · b7 чорний пішак · d7 чорний слон · e7 чорний слон · f7 чорний пішак · g7 чорний пішак · h7 чорний пішак · c6 чорний кінь · d6 чорний пішак · e6 чорний пішак · f6 чорний кінь · a5 чорний ферзь · d4 білий кінь · e4 білий пішак · b3 білий пішак · g3 білий пішак · a2 білий пішак · b2 білий слон · c2 білий пішак · d2 білий ферзь · e2 білий кінь · f2 білий пішак · g2 білий слон · h2 білий пішак · d1 біла тура · f1 біла тура · g1 білий король | c8 чорна тура · f8 чорна тура · g8 чорний король · a7 чорний пішак · b7 чорний пішак · d7 чорний слон · e7 чорний слон · f7 чорний пішак · g7 чорний пішак · h7 чорний пішак · c6 чорний кінь · d6 чорний пішак · e6 чорний пішак · f6 чорний кінь · a5 чорний ферзь · d4 білий кінь · e4 білий пішак · b3 білий пішак · g3 білий пішак · a2 білий пішак · b2 білий слон · c2 білий пішак · d2 білий ферзь · e2 білий кінь · f2 білий пішак · g2 білий слон · h2 білий пішак · d1 біла тура · f1 біла тура · g1 білий король | c8 чорна тура · f8 чорна тура · g8 чорний король · a7 чорний пішак · b7 чорний пішак · d7 чорний слон · e7 чорний слон · f7 чорний пішак · g7 чорний пішак · h7 чорний пішак · c6 чорний кінь · d6 чорний пішак · e6 чорний пішак · f6 чорний кінь · a5 чорний ферзь · d4 білий кінь · e4 білий пішак · b3 білий пішак · g3 білий пішак · a2 білий пішак · b2 білий слон · c2 білий пішак · d2 білий ферзь · e2 білий кінь · f2 білий пішак · g2 білий слон · h2 білий пішак · d1 біла тура · f1 біла тура · g1 білий король | c8 чорна тура · f8 чорна тура · g8 чорний король · a7 чорний пішак · b7 чорний пішак · d7 чорний слон · e7 чорний слон · f7 чорний пішак · g7 чорний пішак · h7 чорний пішак · c6 чорний кінь · d6 чорний пішак · e6 чорний пішак · f6 чорний кінь · a5 чорний ферзь · d4 білий кінь · e4 білий пішак · b3 білий пішак · g3 білий пішак · a2 білий пішак · b2 білий слон · c2 білий пішак · d2 білий ферзь · e2 білий кінь · f2 білий пішак · g2 білий слон · h2 білий пішак · d1 біла тура · f1 біла тура · g1 білий король | 3 |
| 2 | c8 чорна тура · f8 чорна тура · g8 чорний король · a7 чорний пішак · b7 чорний пішак · d7 чорний слон · e7 чорний слон · f7 чорний пішак · g7 чорний пішак · h7 чорний пішак · c6 чорний кінь · d6 чорний пішак · e6 чорний пішак · f6 чорний кінь · a5 чорний ферзь · d4 білий кінь · e4 білий пішак · b3 білий пішак · g3 білий пішак · a2 білий пішак · b2 білий слон · c2 білий пішак · d2 білий ферзь · e2 білий кінь · f2 білий пішак · g2 білий слон · h2 білий пішак · d1 біла тура · f1 біла тура · g1 білий король | c8 чорна тура · f8 чорна тура · g8 чорний король · a7 чорний пішак · b7 чорний пішак · d7 чорний слон · e7 чорний слон · f7 чорний пішак · g7 чорний пішак · h7 чорний пішак · c6 чорний кінь · d6 чорний пішак · e6 чорний пішак · f6 чорний кінь · a5 чорний ферзь · d4 білий кінь · e4 білий пішак · b3 білий пішак · g3 білий пішак · a2 білий пішак · b2 білий слон · c2 білий пішак · d2 білий ферзь · e2 білий кінь · f2 білий пішак · g2 білий слон · h2 білий пішак · d1 біла тура · f1 біла тура · g1 білий король | c8 чорна тура · f8 чорна тура · g8 чорний король · a7 чорний пішак · b7 чорний пішак · d7 чорний слон · e7 чорний слон · f7 чорний пішак · g7 чорний пішак · h7 чорний пішак · c6 чорний кінь · d6 чорний пішак · e6 чорний пішак · f6 чорний кінь · a5 чорний ферзь · d4 білий кінь · e4 білий пішак · b3 білий пішак · g3 білий пішак · a2 білий пішак · b2 білий слон · c2 білий пішак · d2 білий ферзь · e2 білий кінь · f2 білий пішак · g2 білий слон · h2 білий пішак · d1 біла тура · f1 біла тура · g1 білий король | c8 чорна тура · f8 чорна тура · g8 чорний король · a7 чорний пішак · b7 чорний пішак · d7 чорний слон · e7 чорний слон · f7 чорний пішак · g7 чорний пішак · h7 чорний пішак · c6 чорний кінь · d6 чорний пішак · e6 чорний пішак · f6 чорний кінь · a5 чорний ферзь · d4 білий кінь · e4 білий пішак · b3 білий пішак · g3 білий пішак · a2 білий пішак · b2 білий слон · c2 білий пішак · d2 білий ферзь · e2 білий кінь · f2 білий пішак · g2 білий слон · h2 білий пішак · d1 біла тура · f1 біла тура · g1 білий король | c8 чорна тура · f8 чорна тура · g8 чорний король · a7 чорний пішак · b7 чорний пішак · d7 чорний слон · e7 чорний слон · f7 чорний пішак · g7 чорний пішак · h7 чорний пішак · c6 чорний кінь · d6 чорний пішак · e6 чорний пішак · f6 чорний кінь · a5 чорний ферзь · d4 білий кінь · e4 білий пішак · b3 білий пішак · g3 білий пішак · a2 білий пішак · b2 білий слон · c2 білий пішак · d2 білий ферзь · e2 білий кінь · f2 білий пішак · g2 білий слон · h2 білий пішак · d1 біла тура · f1 біла тура · g1 білий король | c8 чорна тура · f8 чорна тура · g8 чорний король · a7 чорний пішак · b7 чорний пішак · d7 чорний слон · e7 чорний слон · f7 чорний пішак · g7 чорний пішак · h7 чорний пішак · c6 чорний кінь · d6 чорний пішак · e6 чорний пішак · f6 чорний кінь · a5 чорний ферзь · d4 білий кінь · e4 білий пішак · b3 білий пішак · g3 білий пішак · a2 білий пішак · b2 білий слон · c2 білий пішак · d2 білий ферзь · e2 білий кінь · f2 білий пішак · g2 білий слон · h2 білий пішак · d1 біла тура · f1 біла тура · g1 білий король | c8 чорна тура · f8 чорна тура · g8 чорний король · a7 чорний пішак · b7 чорний пішак · d7 чорний слон · e7 чорний слон · f7 чорний пішак · g7 чорний пішак · h7 чорний пішак · c6 чорний кінь · d6 чорний пішак · e6 чорний пішак · f6 чорний кінь · a5 чорний ферзь · d4 білий кінь · e4 білий пішак · b3 білий пішак · g3 білий пішак · a2 білий пішак · b2 білий слон · c2 білий пішак · d2 білий ферзь · e2 білий кінь · f2 білий пішак · g2 білий слон · h2 білий пішак · d1 біла тура · f1 біла тура · g1 білий король | c8 чорна тура · f8 чорна тура · g8 чорний король · a7 чорний пішак · b7 чорний пішак · d7 чорний слон · e7 чорний слон · f7 чорний пішак · g7 чорний пішак · h7 чорний пішак · c6 чорний кінь · d6 чорний пішак · e6 чорний пішак · f6 чорний кінь · a5 чорний ферзь · d4 білий кінь · e4 білий пішак · b3 білий пішак · g3 білий пішак · a2 білий пішак · b2 білий слон · c2 білий пішак · d2 білий ферзь · e2 білий кінь · f2 білий пішак · g2 білий слон · h2 білий пішак · d1 біла тура · f1 біла тура · g1 білий король | 2 |
| 1 | c8 чорна тура · f8 чорна тура · g8 чорний король · a7 чорний пішак · b7 чорний пішак · d7 чорний слон · e7 чорний слон · f7 чорний пішак · g7 чорний пішак · h7 чорний пішак · c6 чорний кінь · d6 чорний пішак · e6 чорний пішак · f6 чорний кінь · a5 чорний ферзь · d4 білий кінь · e4 білий пішак · b3 білий пішак · g3 білий пішак · a2 білий пішак · b2 білий слон · c2 білий пішак · d2 білий ферзь · e2 білий кінь · f2 білий пішак · g2 білий слон · h2 білий пішак · d1 біла тура · f1 біла тура · g1 білий король | c8 чорна тура · f8 чорна тура · g8 чорний король · a7 чорний пішак · b7 чорний пішак · d7 чорний слон · e7 чорний слон · f7 чорний пішак · g7 чорний пішак · h7 чорний пішак · c6 чорний кінь · d6 чорний пішак · e6 чорний пішак · f6 чорний кінь · a5 чорний ферзь · d4 білий кінь · e4 білий пішак · b3 білий пішак · g3 білий пішак · a2 білий пішак · b2 білий слон · c2 білий пішак · d2 білий ферзь · e2 білий кінь · f2 білий пішак · g2 білий слон · h2 білий пішак · d1 біла тура · f1 біла тура · g1 білий король | c8 чорна тура · f8 чорна тура · g8 чорний король · a7 чорний пішак · b7 чорний пішак · d7 чорний слон · e7 чорний слон · f7 чорний пішак · g7 чорний пішак · h7 чорний пішак · c6 чорний кінь · d6 чорний пішак · e6 чорний пішак · f6 чорний кінь · a5 чорний ферзь · d4 білий кінь · e4 білий пішак · b3 білий пішак · g3 білий пішак · a2 білий пішак · b2 білий слон · c2 білий пішак · d2 білий ферзь · e2 білий кінь · f2 білий пішак · g2 білий слон · h2 білий пішак · d1 біла тура · f1 біла тура · g1 білий король | c8 чорна тура · f8 чорна тура · g8 чорний король · a7 чорний пішак · b7 чорний пішак · d7 чорний слон · e7 чорний слон · f7 чорний пішак · g7 чорний пішак · h7 чорний пішак · c6 чорний кінь · d6 чорний пішак · e6 чорний пішак · f6 чорний кінь · a5 чорний ферзь · d4 білий кінь · e4 білий пішак · b3 білий пішак · g3 білий пішак · a2 білий пішак · b2 білий слон · c2 білий пішак · d2 білий ферзь · e2 білий кінь · f2 білий пішак · g2 білий слон · h2 білий пішак · d1 біла тура · f1 біла тура · g1 білий король | c8 чорна тура · f8 чорна тура · g8 чорний король · a7 чорний пішак · b7 чорний пішак · d7 чорний слон · e7 чорний слон · f7 чорний пішак · g7 чорний пішак · h7 чорний пішак · c6 чорний кінь · d6 чорний пішак · e6 чорний пішак · f6 чорний кінь · a5 чорний ферзь · d4 білий кінь · e4 білий пішак · b3 білий пішак · g3 білий пішак · a2 білий пішак · b2 білий слон · c2 білий пішак · d2 білий ферзь · e2 білий кінь · f2 білий пішак · g2 білий слон · h2 білий пішак · d1 біла тура · f1 біла тура · g1 білий король | c8 чорна тура · f8 чорна тура · g8 чорний король · a7 чорний пішак · b7 чорний пішак · d7 чорний слон · e7 чорний слон · f7 чорний пішак · g7 чорний пішак · h7 чорний пішак · c6 чорний кінь · d6 чорний пішак · e6 чорний пішак · f6 чорний кінь · a5 чорний ферзь · d4 білий кінь · e4 білий пішак · b3 білий пішак · g3 білий пішак · a2 білий пішак · b2 білий слон · c2 білий пішак · d2 білий ферзь · e2 білий кінь · f2 білий пішак · g2 білий слон · h2 білий пішак · d1 біла тура · f1 біла тура · g1 білий король | c8 чорна тура · f8 чорна тура · g8 чорний король · a7 чорний пішак · b7 чорний пішак · d7 чорний слон · e7 чорний слон · f7 чорний пішак · g7 чорний пішак · h7 чорний пішак · c6 чорний кінь · d6 чорний пішак · e6 чорний пішак · f6 чорний кінь · a5 чорний ферзь · d4 білий кінь · e4 білий пішак · b3 білий пішак · g3 білий пішак · a2 білий пішак · b2 білий слон · c2 білий пішак · d2 білий ферзь · e2 білий кінь · f2 білий пішак · g2 білий слон · h2 білий пішак · d1 біла тура · f1 біла тура · g1 білий король | c8 чорна тура · f8 чорна тура · g8 чорний король · a7 чорний пішак · b7 чорний пішак · d7 чорний слон · e7 чорний слон · f7 чорний пішак · g7 чорний пішак · h7 чорний пішак · c6 чорний кінь · d6 чорний пішак · e6 чорний пішак · f6 чорний кінь · a5 чорний ферзь · d4 білий кінь · e4 білий пішак · b3 білий пішак · g3 білий пішак · a2 білий пішак · b2 білий слон · c2 білий пішак · d2 білий ферзь · e2 білий кінь · f2 білий пішак · g2 білий слон · h2 білий пішак · d1 біла тура · f1 біла тура · g1 білий король | 1 |
|   | a | b | c | d | e | f | g | h |   |

Особливим видом матеріальної компенсації є «ласкеровська компенсація». Це компенсація за ферзя у вигляді тури, пішака і легкої фігури (як правило, слона). Термін утворений від прізвища другого чемпіона світу з шахів Емануїла Ласкера, який неодноразово з успіхом здійснював подібний обмін найсильнішої фігури.
Яскравим прикладом «ласкеровской компенсації» служить партія Ільїн-Женевський - Ласкер, зіграна на Московському турнірі 1925 року:
 13… Ф:а2!?
 14. Ла1 Ф:b2
 15. Лfb1 Ф:b1
 16. Л:b1
«Ласкеровская компенсація» повністю змінює характер боротьби. І хоча у білих як і раніше залишається позиційна перевага, їх колишній план гри зруйнований. Несподіванка комбінації також впливає на психологію спортсмена, що призводить до невимушених помилок.